# Cá sấu nước mặn
Cá sấu nước mặn (danh pháp hai phần: Crocodylus porosus), còn gọi là cá sấu cửa sông hay ở Việt Nam còn được gọi là cá sấu hoa cà; là loài cá sấu lớn nhất và cũng là loài bò sát lớn nhất còn sống trên thế giới. Con đực trưởng thành có thể đạt chiều dài tới 6,3 m (thậm chí lên tới 7 m), và nặng từ 1000-1500 kg. Con cái nhỏ hơn nhiều so với con đực, nhìn chung thì không dài quá 3 m. Cá sấu nước mặn thường sinh sống ở các vùng đất ngập nước nơi có nước mặn. Chúng có phạm vi phân bố rộng nhất trong số tất cả các loài cá sấu hiện đại, trải dài từ bờ đông tiểu lục địa Ấn Độ cho tới hầu hết khu vực Đông Nam Á, đảo New Guinea và phía Bắc lục địa Úc. Chúng là những vận động viên bơi lội rất khỏe.
Cá sấu nước mặn là một loài động vật chuyên ăn thịt đầu bảng. Chúng phục kích hầu hết các con mồi và sau đó nhấn chìm hoặc nuốt chửng toàn bộ con mồi. Cá sấu có khả năng chiếm ưu thế so với hầu hết các loài động vật xâm nhập vào lãnh thổ của chúng, bao gồm cả những kẻ săn mồi khác như cá mập, các loại cá nước ngọt và nước mặn bao gồm các loài cá biển khơi, động vật không xương sống như giáp xác, các loài lưỡng cư, bò sát, chim và động vật có vú, bao gồm cả con người.
Cá sấu nước mặn đã được liệt kê là Loài ít quan tâm trong Sách Đỏ IUCN kể từ năm 1996. Chúng bị săn bắt để lấy da trong suốt những năm thập niên 1970, và đang bị đe dọa bởi nạn săn trộm bất hợp pháp và mất môi trường sống. Với một lịch sử lâu dài thường xuyên tấn công và ăn thịt người trong phạm vi sinh sống của mình, chúng được xem là một loài động vật nguy hiểm đối với con người.

## Đặc điểm

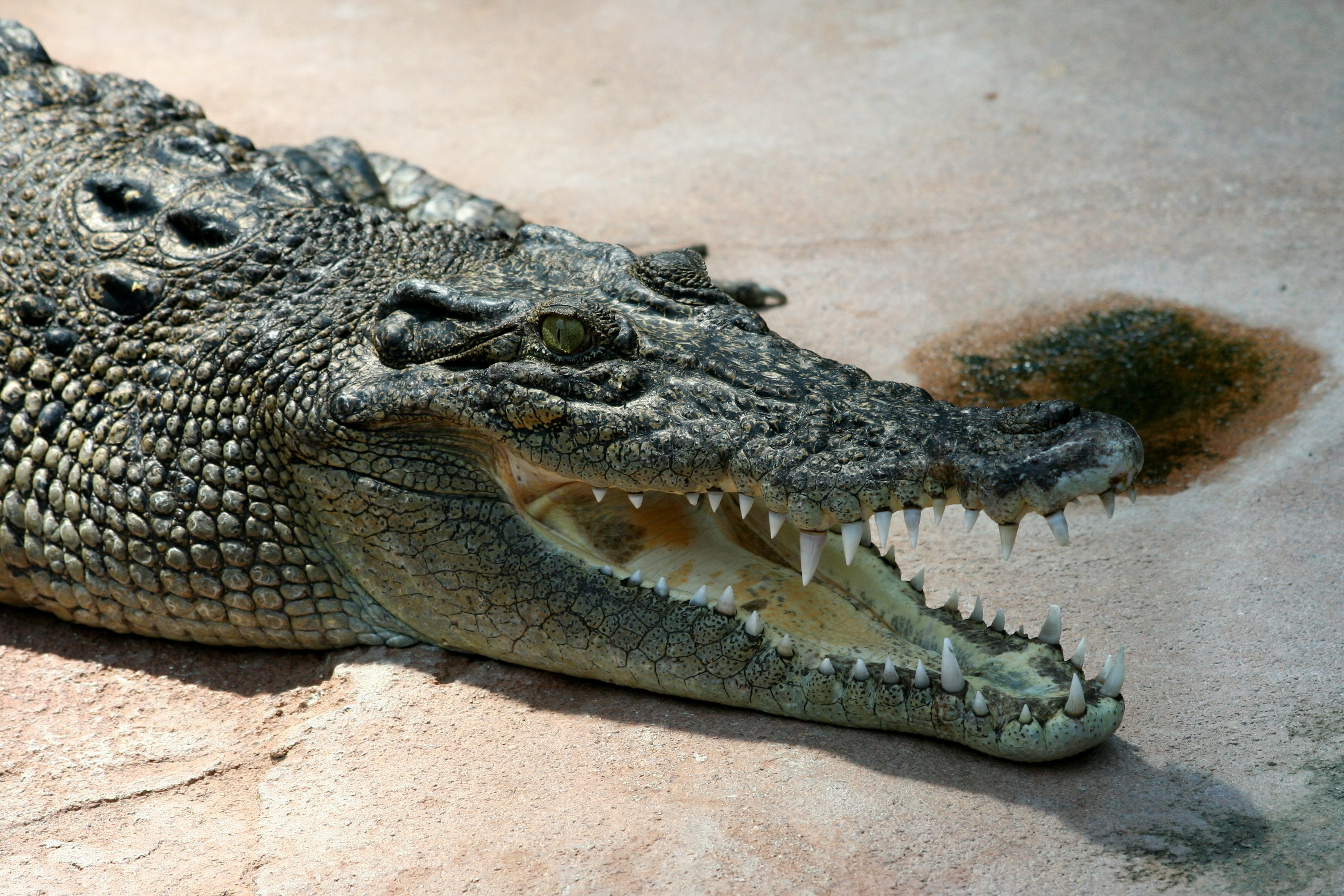
Đầu của một con cá sấu nước mặn

Chúng có một cái đầu khá lớn đặc trưng bởi hai gờ nổi xuất phát từ mắt và kéo dài đến giữa mũi. Vảy loài này hình trái xoan. Cá sấu con có màu vàng nhạt, chúng mang những sọc, chấm trên thân và đuôi. Cá sấu trưởng thành có màu sẫm hơn, màu nâu vàng đến màu xám. Mặt bụng màu trắng hoặc vàng, các sọc xuất hiện ở phần dưới của thân nhưng không kéo dài hết mặt bụng. Đuôi có màu xám với những vạch đen.

### Kích thước

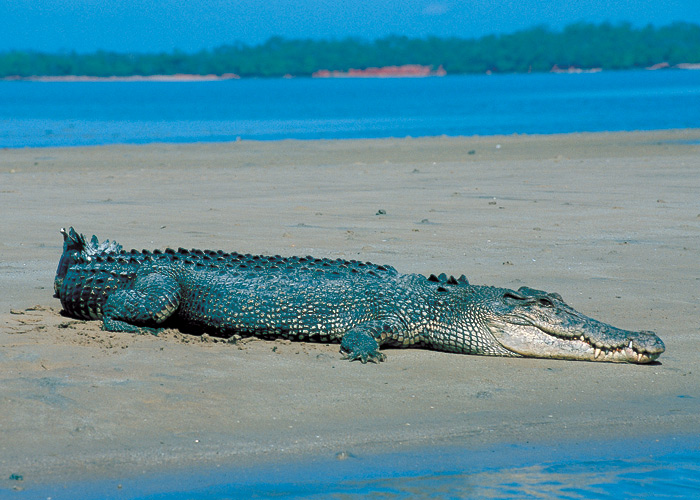
Một con cá sấu tắm nắng trên bãi biển ở thành phố Darwin.

#### Kích thước con đực

Kích thước khác nhau của những mẫu cá sấu nước mặn được ước tính trong quá khứ, so với con người

Một con cá sấu nước mặn đực trưởng thành, từ những cá thể còn trẻ đến những con đã già, có chiều dài dao động từ 3,5 đến 6 m (11 ft 6 in đến 19 ft 8 in), nặng từ 200 đến 1.000 kg (440-22 lb). Trung bình, con đực trưởng thành có chiều dài từ 4,3 đến 4,9 m (14 ft 1 in đến 16 ft 1 in) và nặng từ 408 đến 522 kg (899–1,151 lb). Tuy nhiên kích thước trung bình phần lớn phụ thuộc vào vị trí, môi trường sống và tác động của con người, do đó dữ liệu cũng thay đổi từ nghiên cứu này sang nghiên cứu khác, khi các số liệu của mỗi nghiên cứu được xem riêng biệt. Trong một trường hợp, Webb và Manolis (1989) cho rằng trọng lượng trung bình của con đực trưởng thành trong các sông thủy triều của Úc chỉ là 240 đến 350 kg (530 đến 770 lb) với chiều dài từ 4 đến 4,5 m (13 ft 1 in to 14 ft 9 in) trong những năm 1980, có thể đại diện cho một khối lượng cơ thể đã bị giảm do quần thể các loài đang hồi phục số lượng sau nhiều thập kỷ bị săn bắn quá mức, vì con đực kích thước này thường nặng hơn 100 kg (220 lb). Một số cá thể đực cao tuổi có thể dài hơn 6 m (19 ft 8 in) và nặng hơn 1.000 kg (2.200 lb).
Cá sấu nước mặn được xác nhận lớn nhất đã bị chết đuối trong lưới đánh cá ở Papua New Guinea năm 1979, da khô cộng với đầu của nó nó có chiều dài tới 6,2 m (20 ft 4 in) và được ước tính là 6,3 m (20 ft 8 in) khi tính toán sự co rút và một đầu đuôi còn thiếu. Dự kiến từ chiều dài hộp sọ của chúng, nhiều mẫu vật từ Singapore được ước tính là còn sống của những con cá sấu đực có kích thước hơn 6 m (19 ft 8 in). Một con cá sấu nước mặn lớn của Việt Nam được ước tính một cách đáng tin cậy dựa trên hộp sọ của nó sau khi chết, có chiều dài từ 6,3 đến 6,8 m (20 ft 8 in đến 22 ft 4 in). [Tuy nhiên, theo bằng chứng dưới dạng hộp sọ đến từ một số loài cá sấu lớn nhất từng bị bắn, kích thước tối đa có thể đạt được của các thành viên lớn nhất của loài này được coi là 7 m (23 ft 0 in). 
Một nghiên cứu của chính phủ từ Úc chấp nhận rằng các thành viên lớn nhất của loài này có khả năng đạt chiều dài từ 6 đến 7 m (19 ft 8 in đến 23 ft 0 in) và cân nặng từ 900 đến 1.500 kg (2.000 đến 3.300 lb). Hơn nữa, một nghiên cứu về hình thái và sinh lý của cá sấu của cùng một tổ chức ước tính rằng cá sấu nước mặn đạt kích thước 7 m (23 ft 0 in) sẽ nặng khoảng 2.000 kg (4.400 lb). Do sự săn bắt quá mức trong thế kỷ 20, những cá thể lớn này cực kỳ hiếm gặp ở hầu hết các khu vực, vì phải mất một khoảng thời gian dài để cá sấu đạt được những kích cỡ khổng lồ đó. Ngoài ra, sự hiện diện trước đó của các gen đặc biệt có thể tạo ra những con cá sấu nước mặn cỡ lớn như vậy, những gen cuối cùng đã bị mất khỏi nhóm gen tổng thể do nạn săn bắt bừa bãi trong quá khứ. Tuy nhiên, với sự phục hồi gần đây của môi trường sống cho cá sấu nước mặn và nạn săn trộm suy giảm, số lượng cá sấu lớn đang gia tăng, đặc biệt là ở Odisha. Quần thể cá sấu ở khu vực này có ít nhất một cá thể đạt tới hoặc vượt quá chiều dài 5,2 m (17 ft 1 in). Một con đực lớn từ Philippines, tên là Lolong, là con cá sấu nước mặn lớn nhất từng bị bắt và bị nhốt. Nó dài 20 ft 3 (6,17 m) và nặng 2,370 lbs (1.075 kg). Được cho là đã ăn thịt hai dân làng, Lolong đã bị bắt vào ngày 3 tháng 9 năm 2011, và đã chết khi đang bị giam giữ vào ngày 10 tháng 2 năm 2013.

#### Kích thước con cái
Con cái trưởng thành thường dài từ 2,7 đến 3,1 m (8 ft 10 in đến 10 ft 2 in) và cân nặng từ 76 đến 103 kg (168 đến 227 lb). Con cái lớn nhất được ghi nhận có chiều dài khoảng 4,3 m (14 ft 1 in). Con cái có kích thước tương đương với những loài cá sấu cỡ lớn khác và có kích thước trung bình nhỏ hơn giống cái của một số loài cá sấu, chẳng hạn như cá sấu sông Nin. Cho đến nay, cá sấu nước mặn có kích thước lưỡng hình giới tính lớn nhất so với bất kỳ loài cá sấu nào còn tồn tại, vì con đực trung bình to gấp 4 đến 5 lần con cái trưởng thành và đôi khi có thể đo được gấp đôi tổng chiều dài của nó. Nguyên nhân dẫn đến hiện tượng lưỡng hình xiên đực ở loài này không được biết rõ ràng nhưng có thể tương quan với lãnh thổ cụ thể theo giới tính và nhu cầu độc chiếm những khu vực sinh sống rộng lớn của những con đực trưởng thành. Do sự lưỡng cực tình dục cực đoan của các loài tương phản với sự thay đổi kích thước khiêm tốn hơn của các loài khác, chiều dài trung bình của loài chỉ hơi nhiều hơn một số cá sấu còn tồn tại khác ở 3,8–4 m (12 ft 6 in-13 ft 1 in).

## Phân bố và môi trường sống

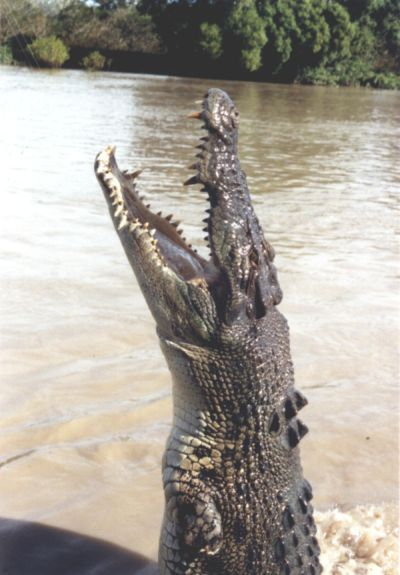
Cá sấu nước mặn ngoi lên mặt nước tại sông Adelaide, Úc

Cá sấu nước mặn là một trong ba loài cá sấu tìm thấy ở Ấn Độ, hai loài còn lại là loài cá sấu đầm lầy nhỏ và phổ biến ở địa phương hơn và loài cá sấu Ấn Độ mõm hẹp ăn cá. Chúng sinh sống ở các đầm lầy ngập mặn nước lợ ven biển và đồng bằng sông từ bờ biển phía đông của Ấn Độ, cho đến Sri Lanka và Bangladesh. Quần thể cực nam ở Ấn Độ sống trong Vườn quốc gia Bhitarkanika của Odisha; ở phía bắc Odisha, nó đã không được ghi nhận tồn tại từ những năm 1930. Chúng cũng từng được ghi nhận đã sống dọc theo bờ biển của Quần đảo Andaman và Nicobar và ở vùng ngập mặn Sundarbans. Ở Sri Lanka, chúng xuất hiện nhiều nhất ở các phần phía tây và phía nam của đất nước.
Cá sấu nước mặn được tìm thấy khắp khu vực Đông Nam Á và vùng hải đảo Nam Thái Bình Dương trên các đảo lớn thuộc Papua New Guinea, Indonesia và Đông Timor. Trên bán đảo Trung-Ấn, chúng phân bố dọc theo các đồng bằng và cửa sông ở Myanmar, Thái Lan và kéo dài đến miền trung-nam Việt Nam và bán đảo Mã Lai. Ở vùng hải đảo, chúng được tìm thấy ở Borneo, Philippines, Palau, Vanuatu và Solomon.
Ở ven biển phía Bắc Úc, Tây Úc và Queensland, cá sấu nước mặn đang phát triển mạnh với số lượng dồi dào, đặc biệt là ở nhiều hệ thống sông ngòi gần Darwin như sông Adelaide, sông Mary và sông Daly, cùng với các hồ móng ngựa và cửa sông liền kề của chúng. Quần thể cá sấu nước mặn ở Úc ước tính khoảng 100.000 đến 200.000 con trưởng thành. Phạm vi của nó kéo dài từ Broome, Tây Úc qua toàn bộ bờ biển Lãnh thổ phía Bắc đến tận Rockhampton, Queensland. Sông Alligator ở vùng Arnhem Land, nơi tập trung một quần thể cá sấu lớn nhất tại Úc, bị đặt tên sai do người ta nhầm lẫn cá sấu nước mặn với loài cá sấu mõm ngắn Mỹ, nhằm phân biệt với cá sấu nước ngọt mũi dài, một phân loài cá sấu cũng sinh sống ở Lãnh thổ Bắc Úc.
Do có xu hướng bơi xa trên biển, các cá thể cá sấu nước mặn đôi khi xuất hiện ở các khu vực xa phạm vi chung của chúng, chẳng hạn như ở Fiji. Cá sấu nước mặn thường trải qua mùa mưa nhiệt đới ở các đầm lầy và sông nước ngọt, di chuyển xuống hạ lưu đến các cửa sông vào mùa khô. Cá sấu cạnh tranh gay gắt với nhau để giành lãnh thổ, đặc biệt là những con đực chiếm ưu thế ở những đoạn sông và suối nước ngọt. Do đó, những cá thể vị thành niên bị buộc phải di chuyển tới các hệ thống sông ven biển và đôi khi ra đại dương. Điều này giải thích sự phân bố rộng lớn của loài này, cũng như việc chúng từng được tìm thấy ở những nơi xa xôi như Biển Nhật Bản. Giống như tất cả các loài cá sấu khác, chúng chỉ có thể tồn tại trong thời gian dài trong điều kiện nhiệt độ ấm áp và cá sấu rời khỏi các vùng của Úc theo mùa nếu các đợt khí hậu lạnh xảy ra trong khu vực.
Mặc dù có thể sống ở môi trường biển, nhưng môi trường sống chủ yếu của cá sấu nước mặn thường là khu vực đầm lầy nước lợ, bao gồm rừng ngập mặn, rừng đước, cửa sông, châu thổ, đầm phá và vùng hạ nguồn của các con sông.

## Tập tính

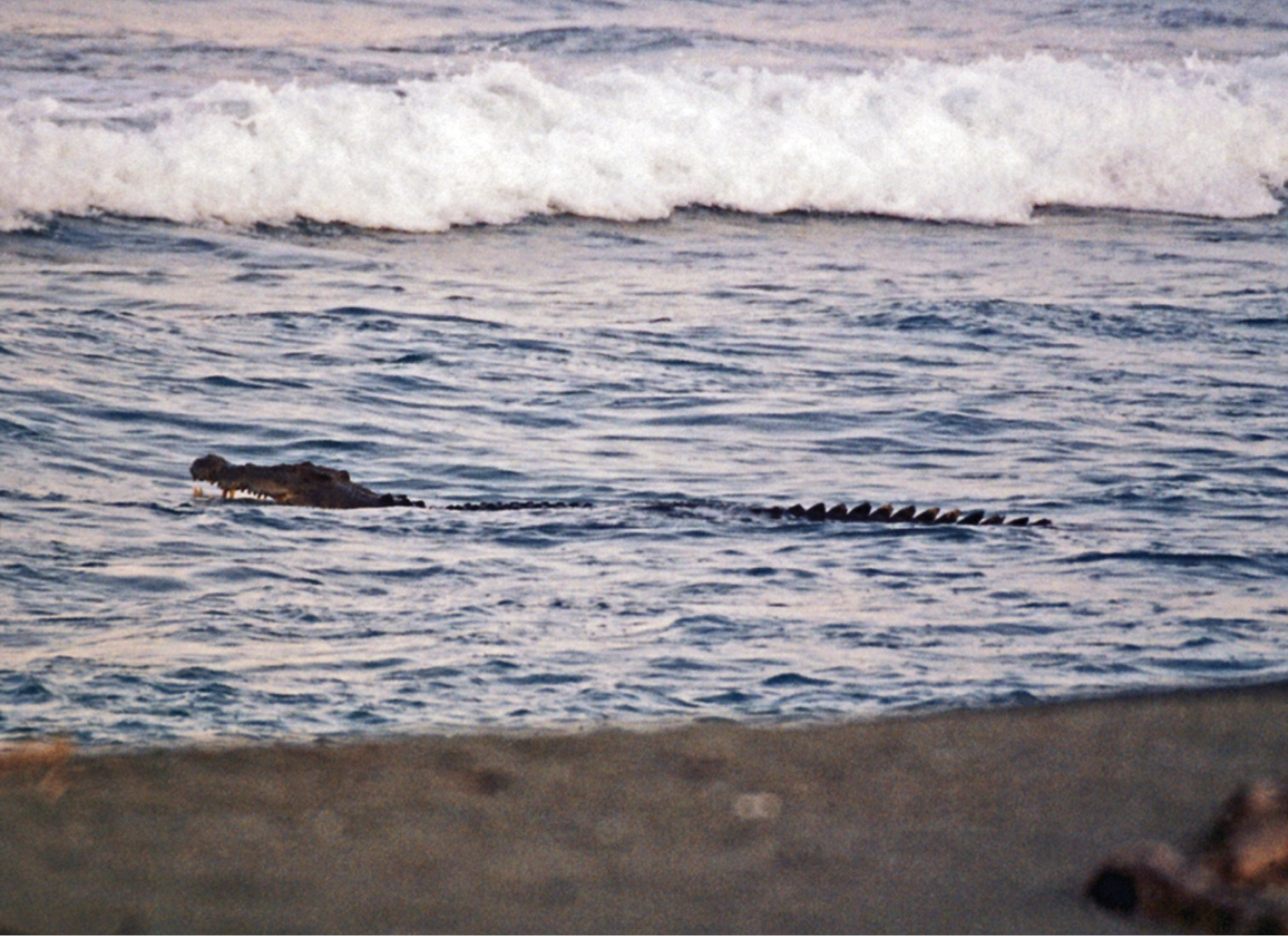
Một con cá sấu bơi gần bờ biển ở Maconacon.

Cá sấu hoa cà là một loài động vật thông minh và có hành vi phức tạp. Chúng liên lạc với nhau thông qua những tiếng sủa và được thể hiện theo bốn cách. Cá sấu còn sử dụng những âm cao rầu rĩ thành hồi ngắn và liên tục. Âm dùng để hăm dọa là tiếng húyt gió khi có kẻ lạ mặt xâm nhập lãnh địa. Cá sấu mới nở tạo ra những âm cao với những hồi ngắn, cuối cùng âm thanh ve vãn là những tiếng gầm nhẹ và dài. Cá sấu hoa cà sử dụng nhiệt độ môi trường để duy trì thân nhiệt của chúng. Chúng làm mát cơ thể trong nước và phơi ánh nắng để làm ấm cơ thể.

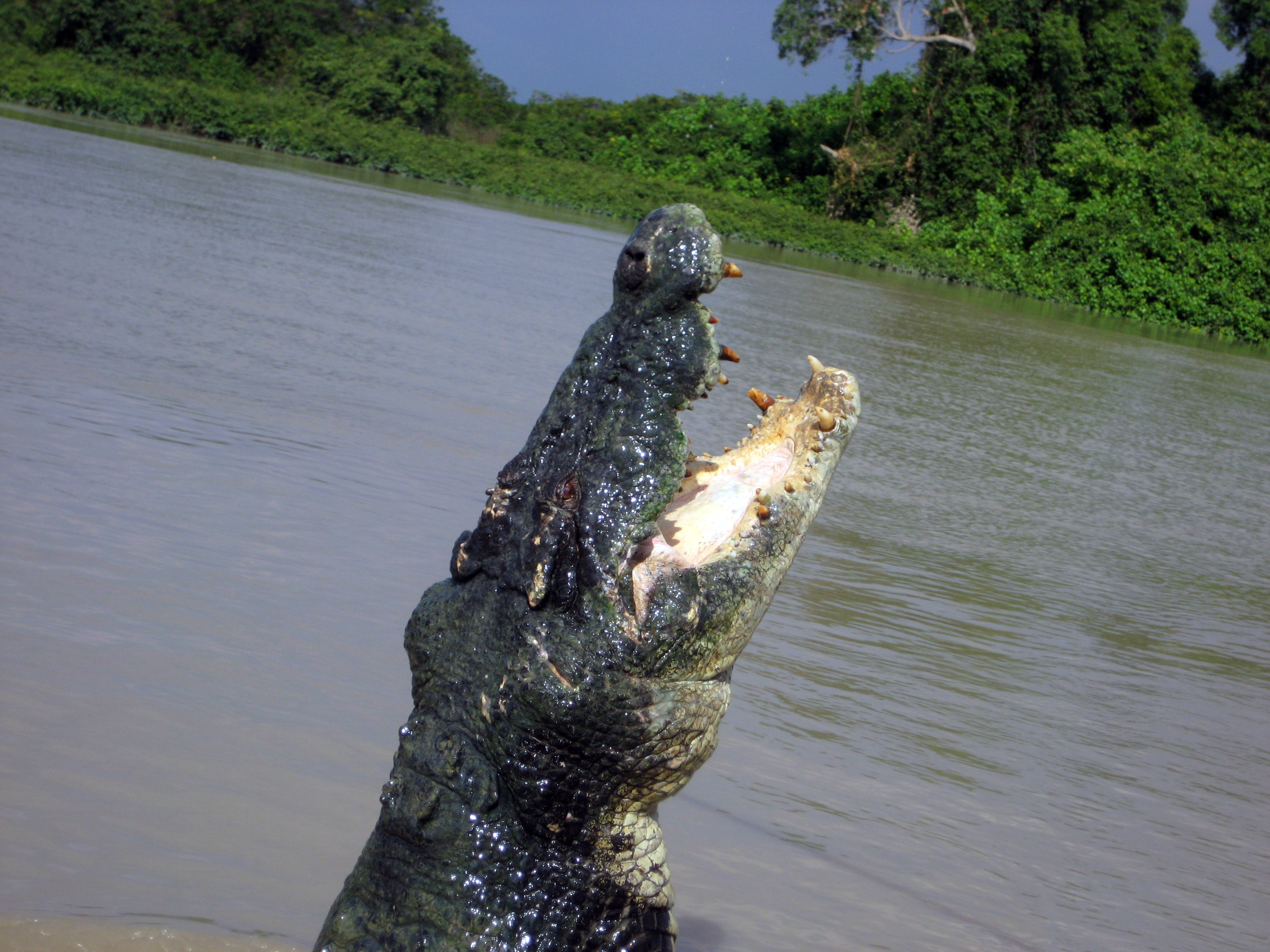
Cá sấu nước mặn, thậm chí là những con đã trưởng thành, có thể nhảy lên khỏi mặt để bắt mồi, mặc dù thường được nhìn thấy như vậy khi bị thu hút bởi mồi nhử, như trong bức ảnh này

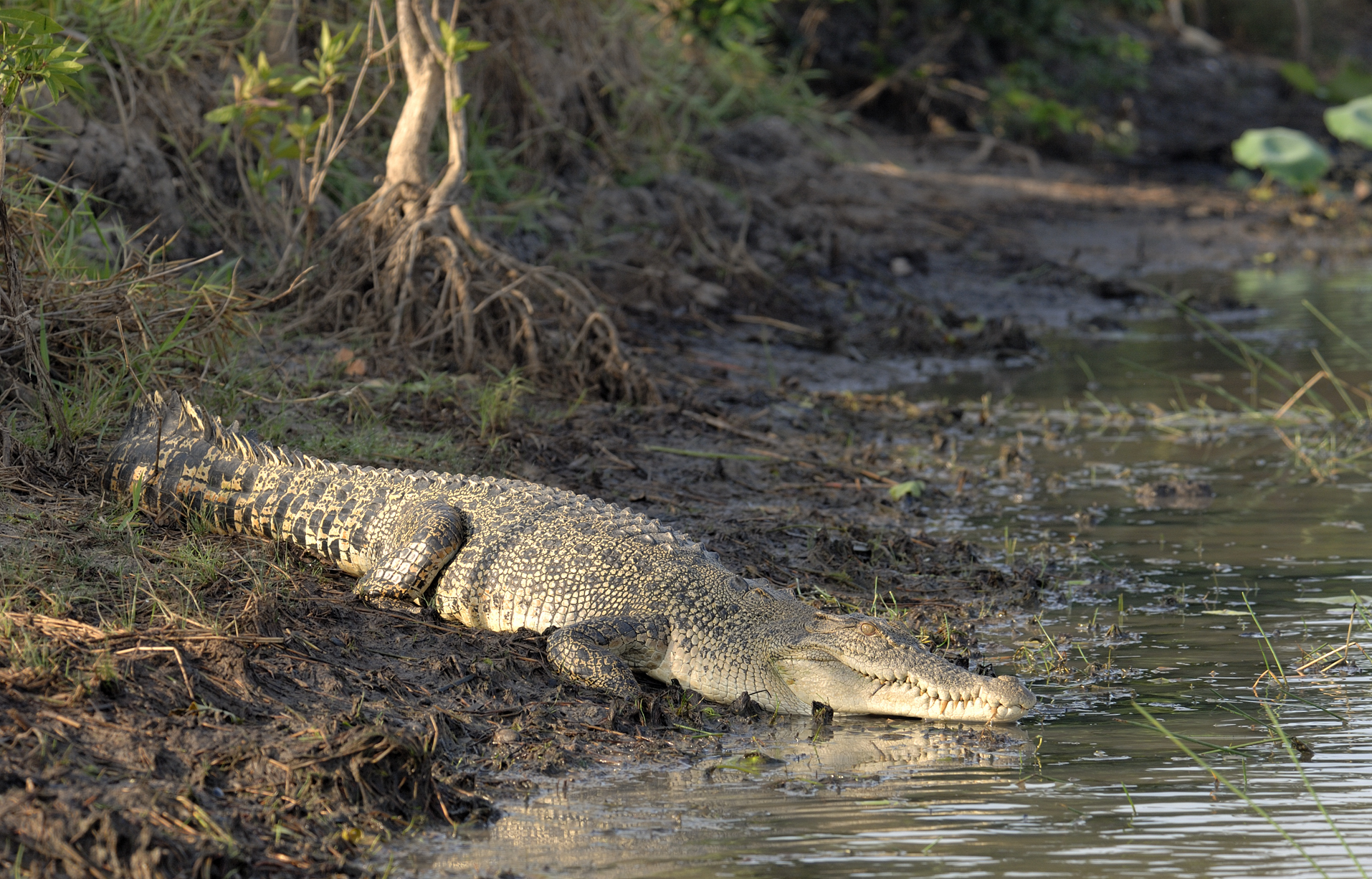
Một con cá sấu đang tắm nắng

Hành vi cơ bản để phân biệt cá sấu nước mặn với các loài cá sấu khác là xu hướng sinh sống trong môi trường nước mặn của nó. Mặc dù các loài cá sấu khác cũng có tuyến muối cho phép chúng tồn tại trong nước mặn, một đặc điểm mà các loài cá sấu mõm ngắn không có, hầu hết các loài khác không mạo hiểm ra biển ngoại trừ trong điều kiện khắc nghiệt. Ngoài ra, không như các loài cá sâu khác, cá sấu nước mặn có tập tính bảo vệ lãnh thổ cao hơn và ít chịu đựng việc chung sống với những đồng loại của chúng; những con đực trưởng thành sẽ chia sẻ lãnh thổ với những con cái, nhưng sẽ xua đuổi những con đực đối thủ.
Cá sấu nước mặn có khả năng bơi đường trường rất tốt, chúng sử dụng dòng hải lưu để di chuyển quãng đường dài. Ở Úc, 20 con cá sấu đã được gắn thẻ truyền vệ tinh; tám con trong số đó đã mạo hiểm ra biển khơi, và một trong số chúng đã đi 590 km (370 dặm) dọc theo bờ biển trong 25 ngày từ Sông Bắc Kennedy trên bờ biển phía đông của Viễn Bắc Queensland, xung quanh Bán đảo Cape York, đến bờ biển phía tây trong vịnh Carpentaria. Một cá thể khác đã bơi 411 km (255 mi) trong 20 ngày. Không cần phải bơi nhiều, đôi khi chúng chỉ đơn giản thả mình trôi trên mặt nước để bảo toàn năng lượng. Chúng bị gián đoạn di chuyển và cư trú trong các vịnh được rào lại phòng thời tiết xấu trong vài ngày cho đến khi dòng hải lưu đổi hướng. Đôi khi, chúng cũng bơi ngược lên các hệ thống sông.
Giống như nhiều loài cá sấu khác, cá sấu nước mặn thường chỉ sống lờ đờ suốt ngày nếu không đi săn mồi, một đặc điểm giúp chúng tồn tại hàng tháng trời trong thời gian không có thức ăn, cá sấu nước mặn thường nằm lờ đờ dưới nước hoặc phơi mình dưới ánh nắng mặt trời vào phần lớn thời gian trong ngày, thích săn mồi vào ban đêm. Một nghiên cứu về hành vi cá sấu nước mặn theo mùa ở Úc chỉ ra rằng chúng hoạt động nhiều hơn và có nhiều khả năng ở dưới nước hơn trong mùa hè ở Úc; ngược lại, chúng ít hoạt động hơn và dành nhiều thời gian hơn để phơi nắng trong mùa đông. Tuy nhiên, cá sấu nước mặn là loài hoạt động tích cực nhất trong số các loài cá sấu, dành nhiều thời gian bơi lội và hoạt động nhiều hơn, đặc biệt là ở dưới nước. Chúng sống trên cạn ít hơn nhiều so với hầu hết các loài cá sấu, ngoại trừ việc phơi nắng để điều hòa thân nhiệt. Đôi khi, chúng có xu hướng dành nhiều tuần trên biển để tìm kiếm đất liền và trong một số trường hợp, những vết hà đã được quan sát thấy phát triển trên vảy cá sấu, cho thấy thời gian dài chúng ở trên biển.
Mặc dù tương đối lờ đờ, cá sấu nước mặn là những kẻ săn mồi nhanh nhẹn và thể hiện sự nhanh nhẹn và tốc độ đáng ngạc nhiên khi cần thiết, thường là trong các cuộc tấn công con mồi. Chúng cũng có thể bơi với tốc độ 24 đến 29 km/h (15 đến 18 dặm/giờ) trong những quãng ngắn, nhanh gấp khoảng ba lần so với những vận động viên bơi nhanh nhất của con người, nhưng khi bơi trong trạng thái bình thường, chúng thường di chuyển với tốc độ 3 đến 5 km/h (2 đến 3 mph). Mặc dù những câu chuyện về cá sấu nhanh hơn ngựa đua trong khoảng cách ngắn trên cạn là hoàn toàn phóng đại, nhưng ở mép nước, chúng có thể kết hợp lực đẩy từ cả hai chân và đuôi để tạo ra những tình huống phục kích đột ngột với tốc độ cực lớn.

### Chế độ ăn uống

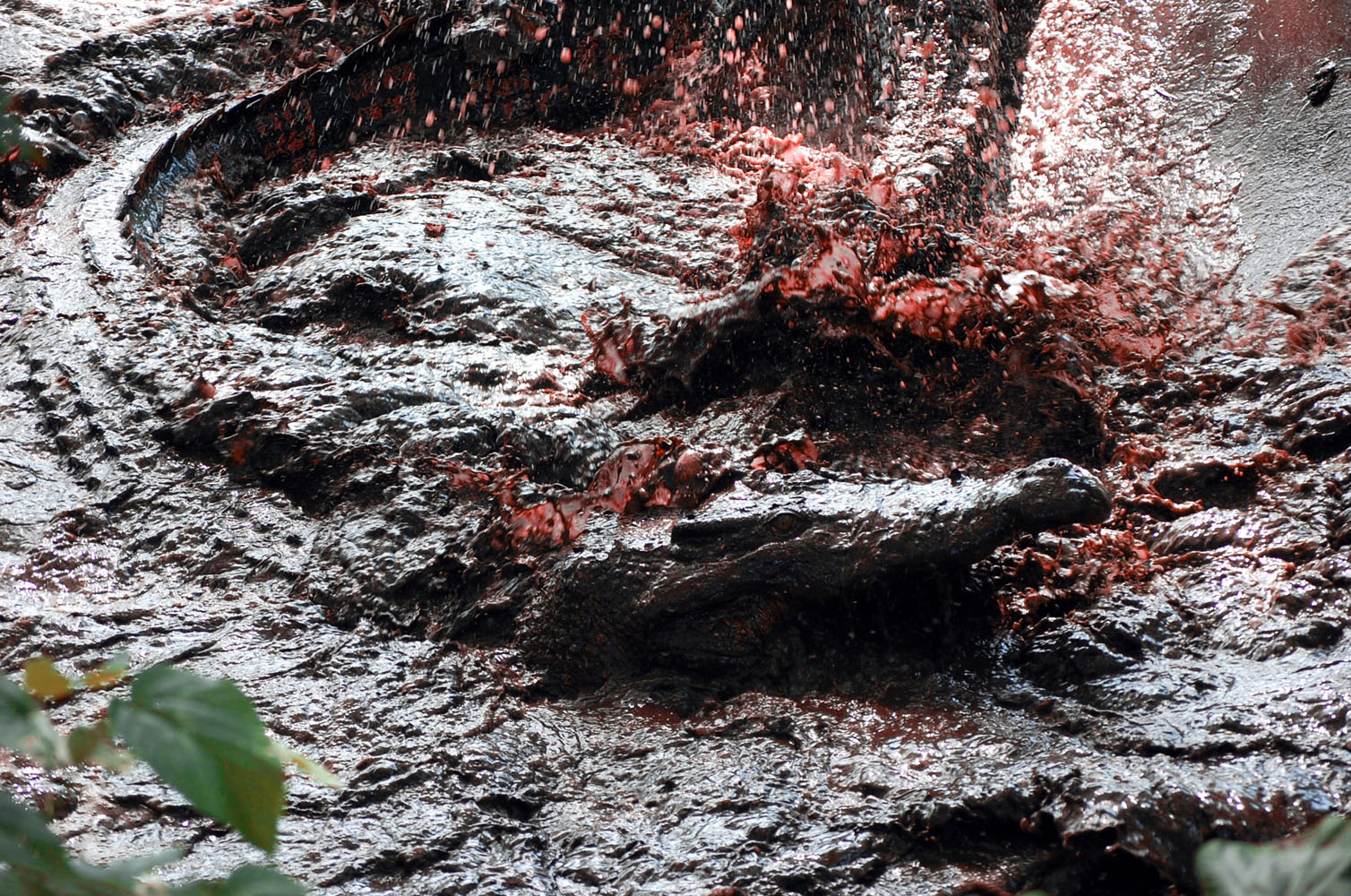
Một con cá sấu đang xâu xé con mồi

Là loài săn mồi ven bờ lớn nhất thế giới, chế độ ăn của cá sấu nước mặn rất đa dạng. Tuy chỉ có cá sấu con mới ăn những loài côn trùng nhỏ, động vật lưỡng cư, bò sát, giáp xác và những loài cá nhỏ, nhưng những con trưởng thành cũng sẽ nhắm đến những con mồi nhỏ này nếu không có nhiều sự lựa chọn khác. Trong số các loài giáp xác, cua biển của chi Scylla được xem là con mồi ưa thích nhất của cá sấu, đặc biệt là trong môi trường sống ngập mặn. Các loài chim như đà điểu Emu và các loại chim nước khác nhau, đặc biệt là ngỗng bồ các, là những loài thường bị cá sấu săn nhất, do cơ hội bắt gặp nhiều hơn. Ngay cả những con chim và dơi bay nhanh có thể bị cá sấu phóng lên đớp sống một cách chớp nhoáng nếu bay gần mặt nước, cũng như những con chim lội khi chúng đang bay quanh bờ để tìm kiếm thức ăn, thậm chí cả những loài choắt nhỏ.
Cá sấu trưởng thành chủ yếu ăn cua, còng, rùa, rắn, chim; thậm chí là những loài thú lớn hơn như nai, lợn lòi, lợn vòi, lợn hoang, khỉ, kangaroo, đười ươi, chó Dingo và những loài có kích thước lớn thuộc họ Trâu bò chẳng hạn như trâu nước, bò banteng, và bò tót. Tuy nhiên, những con mồi lớn chỉ được chúng săn ngẫu nhiên do thực tế chỉ có những con đực lớn mới đủ khả năng tấn công và những con mồi lớn chỉ phân bố thưa thớt trong phạm vi sinh sống của loài cá sấu này, ngoài một số khu vực quan trọng như Sundarbans. Bất kỳ loài vật nuôi thuần hóa nào như gà, cừu, lợn, ngựa, bò hay thậm chí cả người, cá sấu đều có thể ăn được nếu có cơ hội. Là một loài sinh vật sống được ở biển, cá sấu nước mặn cũng săn nhiều loài cá nước mặn và các loài động vật biển khác, bao gồm rắn biển, rùa biển, chim biển, dugong và cá đuối. Chúng cũng hay săn những con cá sấu nhỏ hơn chúng như cá sấu nước ngọt mũi dài. Ngoài ra, những con cá sấu sống ở cửa sông và ven biển còn săn cả những loài cá mập cỡ nhỏ hoặc trung bình như cá mập bò. Khi săn mồi chúng giấu mình trong nước và chỉ để lộ mắt và mũi trên mặt nước. Chúng bất thình lình tấn công con mồi, thường thì con mồi bị giết ngay sau một cú cắn chí mạng bởi hàm rắng chắc khỏe của chúng, sau đó con mồi được kéo xuống nước.
Cá sấu nước mặn cũng có một số đối thủ cạnh tranh nguồn thức ăn trong tự nhiên, đặc biệt là hổ, mặc dù hai loài động vật này hiếm khi xung đột với nhau do những con hổ thường chủ động tránh đối đầu với cá sấu. Tuy nhiên vào năm 2010, một con cá sấu cửa sông đã giết chết một con hổ Bengal khi nó đang bơi qua sông tại vườn quốc gia Sundarbans, Ấn Độ.

### Lực cắn
Cá sấu nước mặn có lực cắn mạnh nhất so với bất kỳ loài động vật nào còn sống trên thế giới. Chúng sở hữu một bộ hàm khỏe với 64-68 răng và sở hữu lực cắn lên đến 5000 pounds/1 inch vuông hoặc hơn. Thông thường, chỉ một cú táp của cá sấu cũng có khả năng nghiền nát xương, hạn chế đáng kể chuyển động của mục tiêu. Một con cá sấu nước mặn dài 4,59 mét (15 ft 1 in) đã được xác nhận là có lực cắn mạnh nhất từng được ghi nhận đối với một con vật trong môi trường phòng thí nghiệm, lên đến 16.414 newton (3,700 lbf) (vượt qua kỷ lục trước đó 13,172 N do một con cá sấu mõm ngắn Mỹ (Alligator mississippinesis) tạo ra. Dựa trên hồi quy của khối lượng cơ thể trung bình và lực cắn trung bình, lực cắn của nhiều loài cá sấu, những cá thể nặng 1.308 kg (2.884 lb) được ước tính có lực cắn vào khoảng 27.531 đến 34.424 N (6.189 đến 7.739 lbf). Cú cắn bất thường của cá sấu là kết quả của quá trình giải phẫu của chúng. Khoảng trống cho cơ hàm trong hộp sọ rất lớn, có thể dễ dàng nhìn thấy từ bên ngoài như một khối phồng ở mỗi bên. Bản chất của cơ là cực kỳ cứng, khi chạm vào gần như cứng như xương, đến mức nó có thể là phần tiếp nối của hộp sọ. Một đặc điểm khác là phần lớn cơ trong hàm của cá sấu được bố trí để kẹp xuống. Mặc dù có cơ mạnh để đóng hàm, nhưng cá sấu lại có cơ rất nhỏ và yếu để mở hàm. Do đó, để khống chế những con cá sấu, người ta thường đóng chặt hàm của chúng bằng nhiều lớp băng keo.

## Sinh sản

Cá sấu nước mặn trải qua nhiều thay đổi sinh lý trước khi chúng trưởng thành. Trong ảnh ở đây là một con cá sấu con.

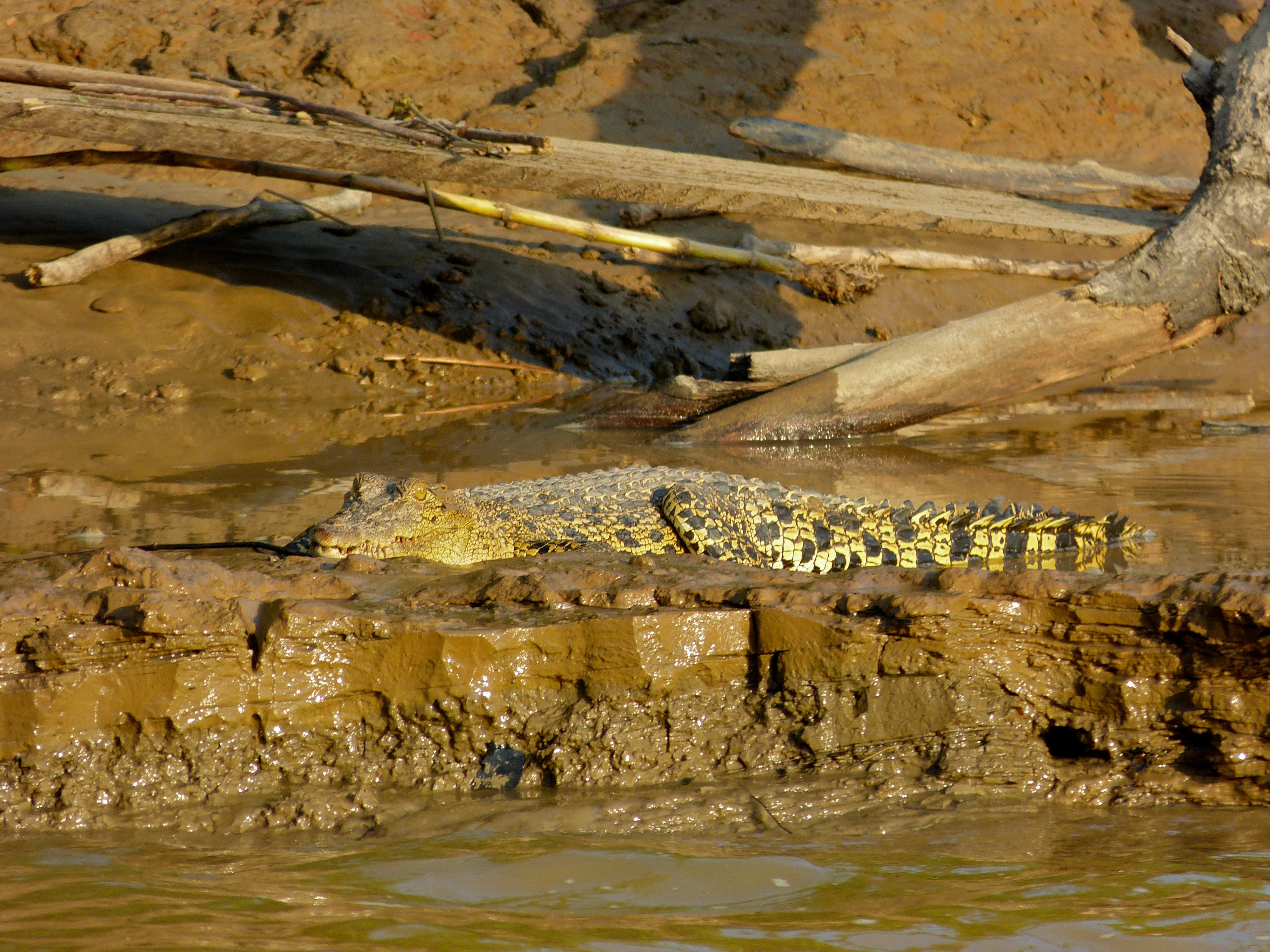
Có thể thấy ở đây là một con cá sấu chưa trưởng thành, phát triển chiều dài đáng kể trong vài năm nhưng có thể dễ dàng phân biệt bởi thân hình và kích thước mảnh mai.

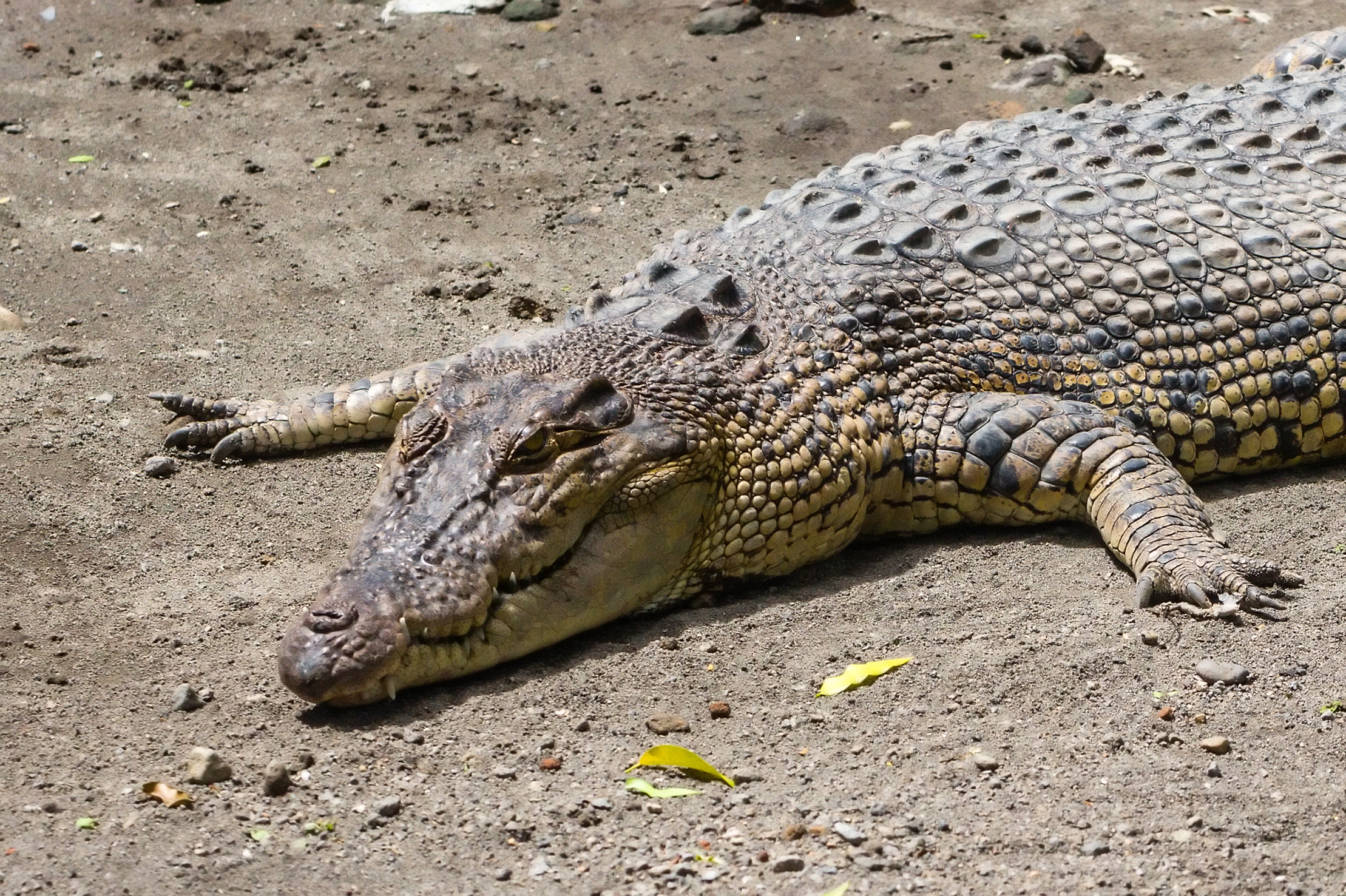
Một con cá sấu nước mặn trong độ tuổi gần trưởng thành ở vườn thú Gembira Loka, có vẻ ngoài tương tự nhưng chưa thực sự vạm vỡ và đầu tương đối nhỏ so với con trưởng thành.

Chúng sinh sản trong khu vực nước ngọt vào mùa ẩm ướt, khi mực nước đang dâng cao. Cá sấu cái trưởng thành khi đạt 12-14 năm tuổi, trong khi con đực có tuổi trưởng thành là 16 năm tuổi. Ở Úc, con đực và con cái bắt đầu tương tác vào tháng 9 và tháng 10, và con cái đẻ trứng từ tháng 11 đến tháng 3. Có thể nhiệt độ tăng cao của mùa ẩm kích thích hành vi sinh sản của loài này. Trong khi cá sấu cái thường làm tổ hàng năm, đã có một số trường hợp cá sấu nước mặn cái làm tổ chỉ cách nhau hàng năm và cũng có những ghi nhận về một con cái cố gắng đẻ hai con trong một mùa mưa duy nhất. Con cái chọn địa điểm làm tổ và cả bố và mẹ sẽ bảo vệ lãnh thổ làm tổ, thường là một dải bờ dọc theo sông thủy triều hoặc các khu vực nước ngọt, đặc biệt là đầm lầy. Tổ thường ở vị trí dễ tiếp xúc, thường ở trong bùn với ít hoặc không có thảm thực vật xung quanh, và do đó khả năng bảo vệ khỏi nắng và gió bị hạn chế. Một số tổ trong môi trường sống không phải điển hình đã xảy ra, chẳng hạn như đống đá đổ nát hoặc trong đồng cỏ thấp ẩm ướt.
Cá sấu cái thường cào một lớp lá và các mảnh vụn khác xung quanh lối vào tổ và lớp phủ này được cho là tạo ra một lượng hơi ấm đáng kinh ngạc cho những quả trứng mà chúng đẻ. Con cái đẻ trung bình khoảng 40-60 trứng nhưng cũng có thể đẻ đến 90 trứng. Trứng được đẻ vào trong tổ được làm từ thân cây nhỏ và bùn, tổ được làm nâng lên cao để tránh bị cuốn đi khi có ngập lụt trong suốt mùa mưa. Cá sấu cái bảo vệ tổ cho đến khi trứng nở trong thời gian từ 80-98 ngày, nhưng sự cố mất trứng vẫn thường xuyên diễn ra do lũ lụt hay đôi khi bị các loài săn mồi khác đánh cắp. Chỉ khoảng 1% số con non sẽ sống sót đến tuổi trưởng thành. Giới tính cá sấu con được xác định bởi nhiệt độ của tổ, nơi nhiệt độ ấp của cá sấu mẹ thường là 31 °C. Bất kì sự biến đổi nào về nhiệt độ sẽ tạo ra nhiều con cái. Ở 28–30 độ C, tất cả trứng nở ra sẽ là con cái, ở 30-32 độ C 86% trứng nở ra là con đực, và ở 33 độ trở lên chủ yếu là con cái (84%). Khi cá sấu mẹ nghe tiếng kêu của cá sấu non vừa nở nó sẽ đào tổ lên, đưa bầy con vào miệng trở về môi trường nước và chăm sóc cho đến khi chúng bơi được. Con cái bảo vệ tổ và con non khỏi những kẻ săn mồi khác. Cá sấu con lớn lên trong các con sông trong suốt mùa ẩm ướt từ tháng 12 đến tháng 3 năm sau.
Cá sấu con khi mới nở ra đặc biệt hung dữ với nhau và thường sẽ đánh nhau gần như ngay lập tức sau khi được mẹ mang đến vùng nước. Con non tự nhiên bắt đầu phân tán sau khoảng 8 tháng và bắt đầu biểu hiện hành vi lãnh thổ vào khoảng 2,5 tuổi. Chúng là loài có lãnh thổ cao nhất trong số các loài cá sấu còn tồn tại và do tính hung dữ đối với đồng loại, từ giai đoạn chưa trưởng thành nhưng phải phân tán đi, chúng không bao giờ được nhìn thấy thành từng đàn hoặc tập trung như hầu hết các loài cá sấu khác. Tuy nhiên, ngay cả những con cái cũng sẽ không đạt đến độ tuổi trưởng thành về giới tính trong 10 năm nữa. Cá sấu nước mặn sống sót đến tuổi trưởng thành có thể đạt được tuổi thọ rất cao, với tuổi thọ ước tính lên đến 70 năm và một số cá thể có thể vượt quá 100 năm, mặc dù chưa có bất kỳ độ tuổi cao bất thường được xác minh cho bất kỳ cá thể cá sấu nào.
Trong khi những con trưởng thành không có kẻ thù ăn thịt tự nhiên, cá sấu nước mặn con có thể trở thành con mồi của kỳ đà (đôi khi, nhưng không phổ biến, nhiều loài kỳ đà ở Úc và loài kỳ đà hoa châu Á (Varanus salvator) xa hơn về phía bắc), cá săn mồi (đặc biệt là cá chẽm (Lates calcarifer)), lợn rừng, gặm nhấm, các loài chim sống dưới nước và ăn thịt khác nhau (ví dụ hạc cổ đen (Ephippiorhynchus asiaticus) và đại bàng bụng trắng (Haliaeetus leucogaster)), trăn, cá sấu lớn hơn và nhiều loài săn mồi khác. Lợn và gia súc đôi khi cũng vô tình giẫm đạp lên trứng và tổ và làm suy giảm chất lượng môi trường sống ở những nơi được tìm thấy với số lượng lớn. Con non cũng có thể trở thành con mồi của hổ và báo hoa mai (Panthera pardus) ở một số khu vực nhất định trong phạm vi của chúng, mặc dù rất hiếm khi có cuộc chạm trán giữa những kẻ săn mồi này và các loài thú họ mèo có xu hướng tránh những khu vực có cá sấu nước mặn.

## Tấn công con người

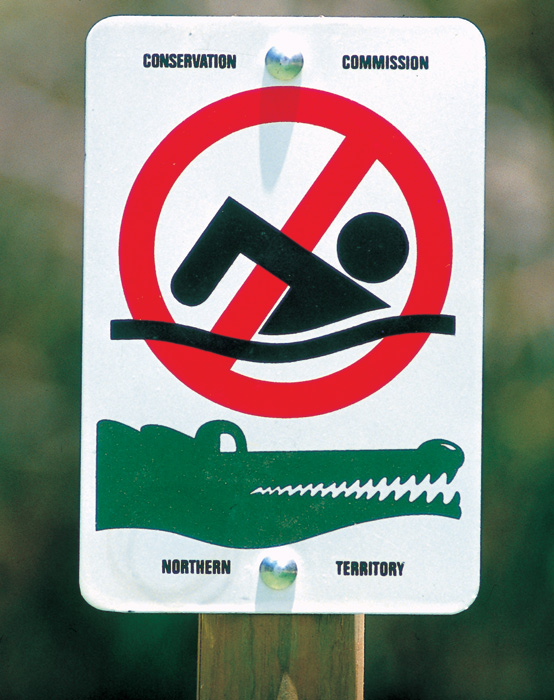
Một biển báo cấm bơi lội để tránh bị cá sấu tấn công ở vườn quốc gia Kakadu, Bắc Úc.

Trong số tất cả các loài cá sấu, cá sấu nước mặn và cá sấu sông Nin thường xem con người như một con mồi, và có một lịch sử lâu dài tấn công con người khi con người vô tình xâm phạm vào lãnh thổ của nó. Do sức mạnh cùng với kích thước và tốc độ đáng sợ, khả năng sống sót của con người khi bị cá sấu nước mặn tấn công gần như là không thể, nếu đó là một cuộc tấn công trực diện. Do đó, đây được xem là một trong những loài động vật nguy hiểm nhất thế giới. Trái ngược với chính sách của Mỹ khuyến khích con người cùng tồn tại với cá sấu mõm ngắn, khuyến cáo duy nhất để đối phó với cá sấu nước mặn là hoàn toàn tránh xa môi trường sống của chúng bất cứ khi nào có thể, vì chúng cực kỳ hung hăng nếu cảm thấy bị xâm phạm.

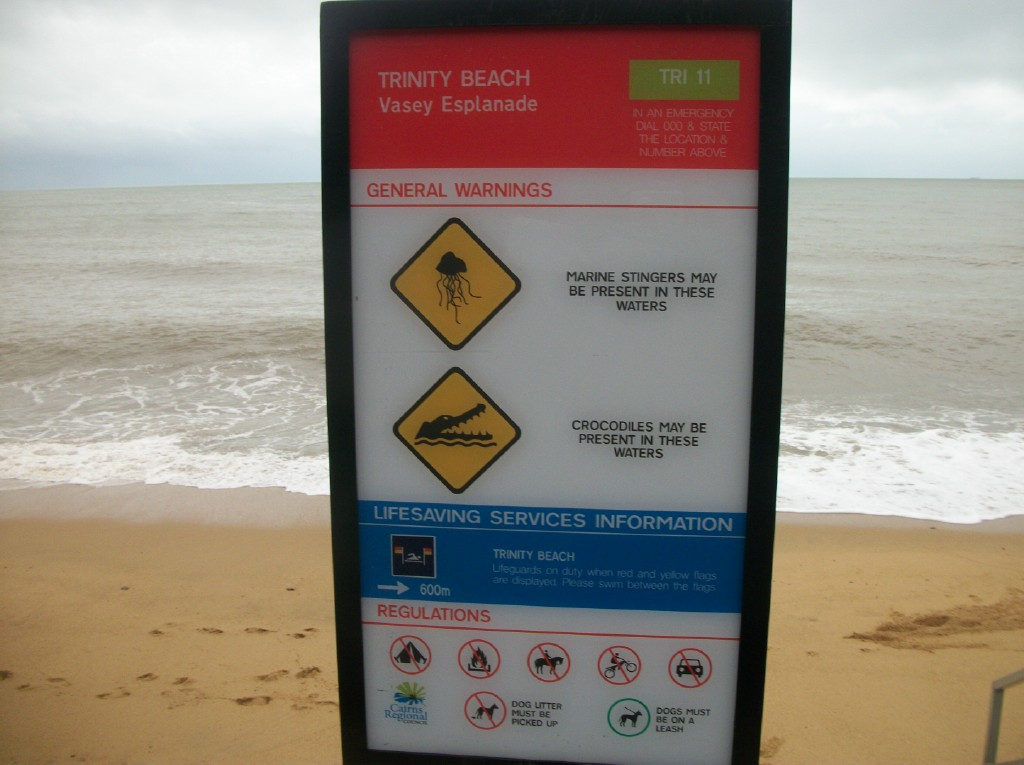
Một biển cảnh báo cá sấu ở bãi biển Trinity, Queensland, Úc

Những dữ liệu chính xác về các cuộc tấn công bị giới hạn ở những nơi bên ngoài nước Úc, nơi một hoặc hai vụ tấn công gây tử vong được báo cáo mỗi năm. Từ năm 1971 đến năm 2013, tổng số ca tử vong được báo cáo tại Úc do cá sấu nước mặn là 106 ca. Mức độ tấn công thấp có thể là do những nỗ lực của các nhà nghiên cứu động vật hoang dã ở Úc đã đặt các dấu hiệu cảnh báo cá sấu tại nhiều kênh, sông, hồ và bãi biển nơi được cho là có mối nguy hiểm từ cá sấu, giúp người dân tránh xa khu vực đó. Ngoài ra, các cuộc tấn công gần đây và ít được công bố đã được báo cáo ở Borneo, Sumatra, Đông Ấn Độ (quần đảo Andaman), và Miến Điện. Tại Sarawak, Borneo, số vụ tấn công gây tử vong trung bình được báo cáo là 2,8 mỗi năm trong những năm từ 2000 đến 2003. Tại Bắc Úc, nỗ lực di dời những con cá sấu nước mặn có biểu hiện hung hăng đối với con người đã được thực hiện, nhưng điều này đã không hiệu quả vì cá sấu dường như có thể tự tìm được đường về lãnh thổ ban đầu của mình. Trong khu vực Darwin từ 2007-2009, 67-78% những con cá sấu trở về chỗ ở cũ được xác định là giống đực.
Nhiều cuộc tấn công ở các khu vực bên ngoài nước Úc được cho là không được báo cáo, với một nghiên cứu đặt ra tới 20 đến 30 vụ tấn công xảy ra hàng năm. Con số này có thể là thận trọng đối với một số khu vực nơi con người và cá sấu nước mặn cùng tồn tại ở các khu vực nông thôn và kinh tế tương đối kém phát triển, kinh tế thấp, nơi các cuộc tấn công có khả năng không được báo cáo. Tuy nhiên, những tuyên bố trong quá khứ rằng cá sấu nước mặn phải chịu trách nhiệm cho hàng ngàn người tử vong hàng năm là cường điệu và có thể làm sai lệch lợi ích cho các công ty da, các tổ chức săn bắn và các nguồn khác có thể hưởng lợi từ việc tối đa hóa nhận thức tiêu cực về cá sấu cho nguồn tài chính đạt được. Mặc dù cá sấu là một loài động vật không có lý do gì để không xem con người như con mồi, tuy nhiên nhiều con cá sấu hoang dã thường rất cảnh giác với con người và sẽ chủ động rút lui, chúng lặn xuống nước và bơi xa ra, thậm chí ngay cả những con đực trưởng thành vốn rất hiếu chiến, nếu trước đây nó từng bị con người quấy rầy hoặc bị truy sát. Khả năng cá sấu tấn công con người vì con người đi vào lãnh thổ của nó cao hơn là do tập tính ăn thịt trong tự nhiên. Với cá sấu trên hai tuổi, chúng thường tấn công bất cứ thứ gì đi vào lãnh thổ của nó (bao gồm cả tàu thuyền). Con người thường có thể thoát khỏi những cuộc chạm trán như vậy, bao gồm khoảng một nửa tất cả các cuộc tấn công. Các cuộc tấn công không gây tử vong thường liên quan đến cá sấu dài 3 m (9 ft 10 in) hoặc ít hơn. Các cuộc tấn công gây tử vong, nhiều khả năng là có động cơ ăn thịt, thường liên quan đến cá sấu lớn hơn với kích thước ước tính trung bình là 4,3 m (14 ft 1 in). Trong hoàn cảnh bình thường, cá sấu sông Nile được cho là phải chịu trách nhiệm về số lượng các cuộc tấn công gây tử vong trên người hơn là cá sấu nước mặn, nhưng điều này có thể liên quan đến thực tế là nhiều người ở Châu Phi có xu hướng dựa vào các khu vực ven sông để kiếm sống, ít phổ biến ở hầu hết châu Á và chắc chắn ít hơn ở Úc. Ở quần đảo Andaman, số lượng các cuộc tấn công gây tử vong cho con người đã được báo cáo tăng lên, lý do suy ra do sự phá hủy môi trường sống và giảm con mồi tự nhiên của cá sấu.
Vào giai đoạn cuối cuộc chiến tranh thế giới thứ hai, khi đế quốc Nhật Bản rút quân khỏi đảo Ramree nằm trên vịnh Bengal ngoài khơi Myanmar vào ngày 19 tháng 2 năm 1945, loài cá sấu nước mặn được cho là phải chịu trách nhiệm về cái chết của hơn 400 binh sĩ Nhật Bản. Những người lính Anh bao vây vùng đầm lầy mà quân Nhật đang rút lui suốt một đêm trong cánh rừng ngập mặn, nơi có hàng ngàn con cá sấu nước mặn đang ẩn náu và phục kích họ. Nhiều người lính Nhật đã không sống sót qua một đêm này. Trong số 1.000 lính Nhật tiến vào khu đầm lầy trên đảo Ramree, chỉ có khoảng 20 người sống sót thoát được ra ngoài. Tuy nhiên lí do cá sấu tấn công bị nghi ngờ là không thuyết phục. Một vụ tấn công hàng loạt khác được báo cáo liên quan đến một hành trình ở miền đông Ấn Độ, một con thuyền gặp nạn khiến 28 người rơi xuống nước, họ được báo cáo là bị cá sấu nước mặn ăn thịt. Một vụ cá sấu tấn công khét tiếng khác là vào năm 1985, liên quan đến nhà sinh thái học Val Plumwood, người may mắn sống sót sau vụ tấn công.
Vào tháng 7 năm 2018, một đám đông 600 người đã tàn sát 292 con cá sấu nước mặn và cá sấu New Guinea ở tỉnh Papua, Indonesia trong một cuộc tấn công trả thù sau khi một người đàn ông xâm phạm khu bảo tồn bị ăn thịt.

## Tình trạng bảo tồn

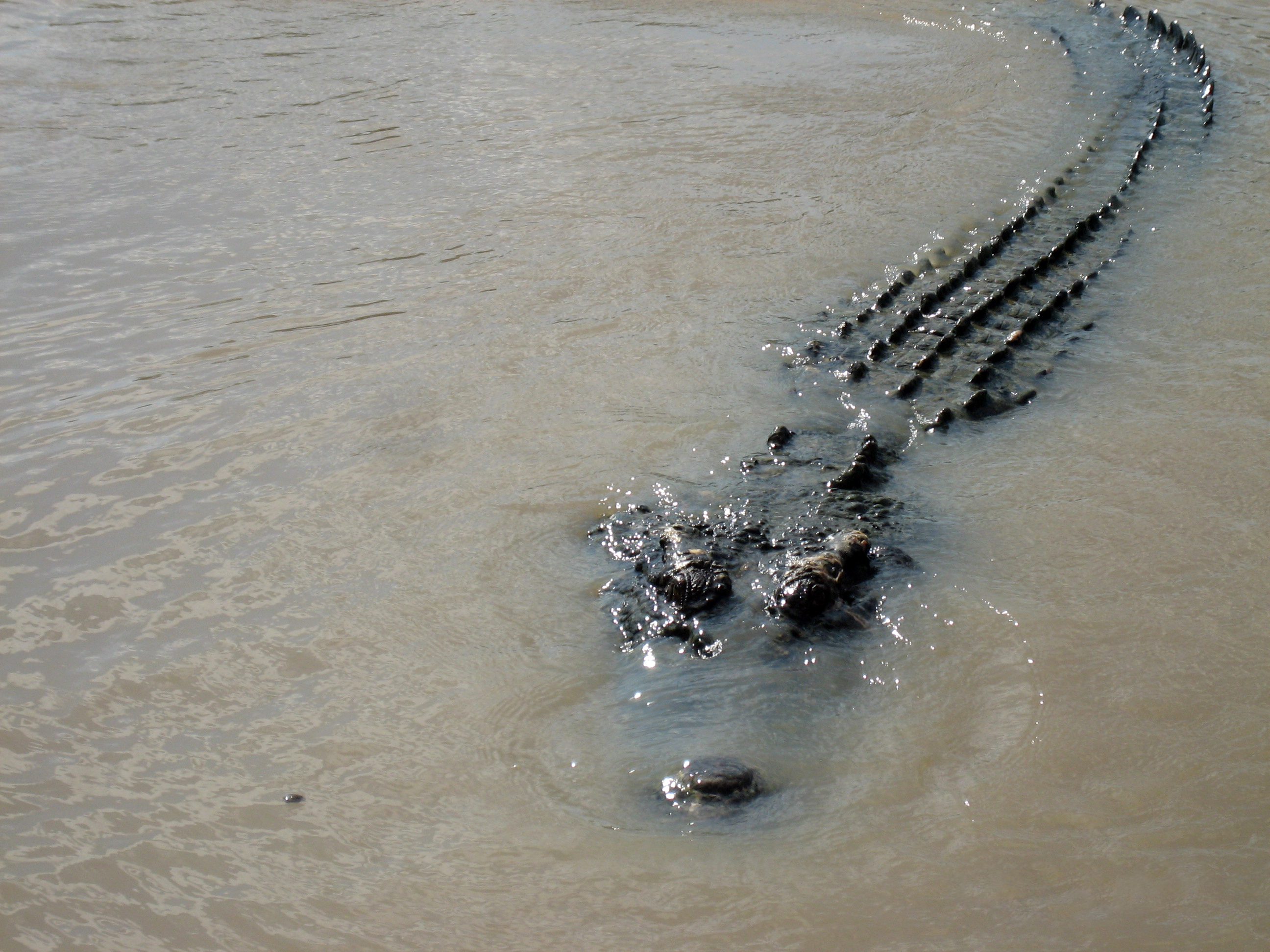
Một con cá sấu nước mặn đang bơi dưới một đầm lầy.

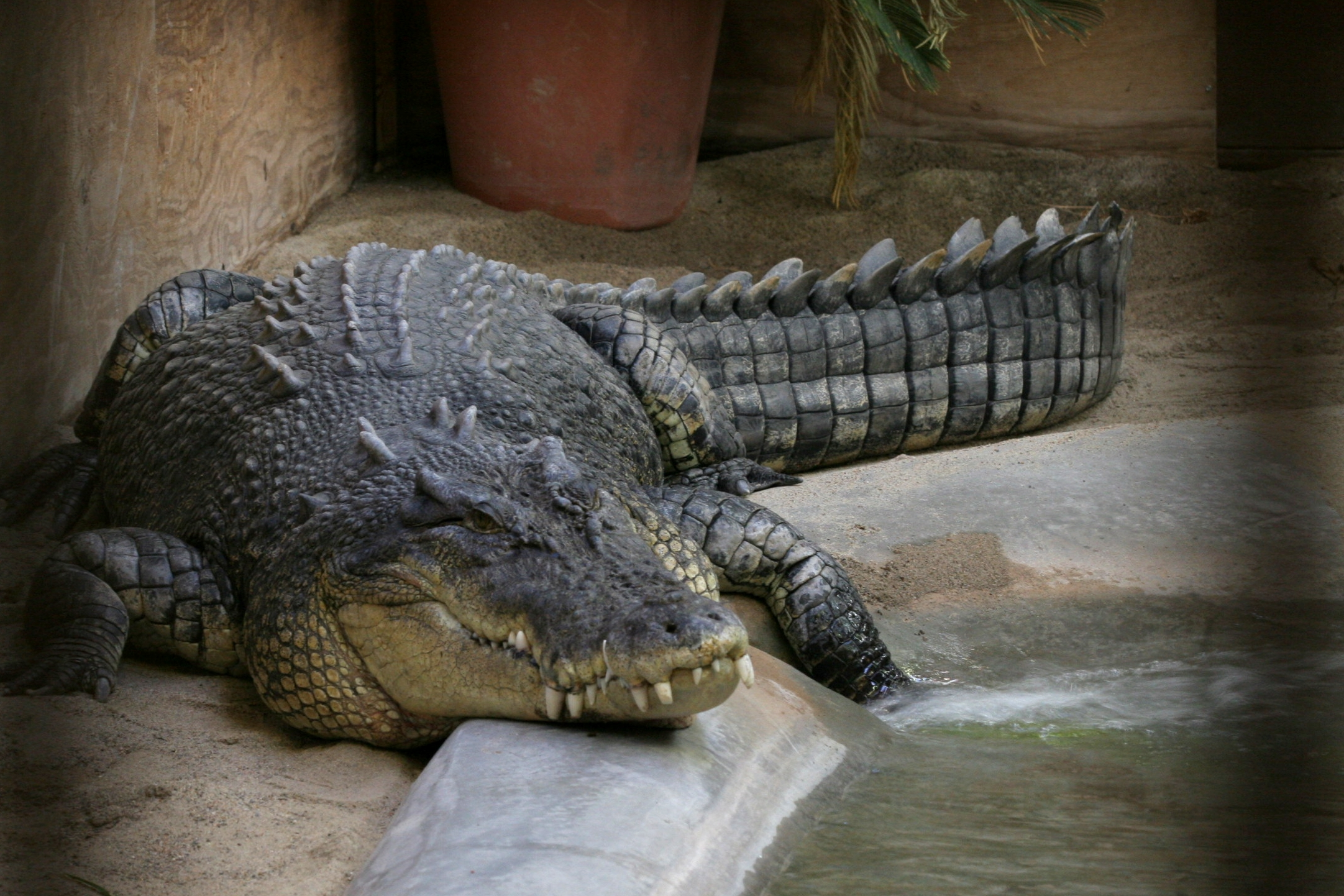
Cá sấu nước mặn trong vườn thú.

Tình trạng bảo tồn hiện nay của loài này theo IUCN là ít quan tâm.. Hiện tại, loài này được liệt kê trong CITES như sau:
- Phụ lục I (cấm tất cả các giao thương thương mại trong các loài hoặc các sản phẩm phụ của nó): Tất cả các quần thể hoang dã ngoại trừ các quần thể ở Úc, Indonesia và Papua New Guinea;
- Phụ lục II (thương mại được phép xuất khẩu, giấy phép nhập khẩu có thể hoặc không bắt buộc tùy thuộc vào luật của nước nhập khẩu): Quần thể ở Úc, Indonesia và Papua New Guinea, cộng với tất cả các quần thể trên thế giới được nuôi nhốt vì mục đích thương mại.

Cá sấu nước mặn thường bị săn bắt vì thịt và trứng của nó, và da của nó có nhiều giá trị thương mại nhất trong bất kỳ loài cá sấu nào. Nạn săn bắn không được kiểm soát trong thế kỷ 20 gây ra sự suy giảm đáng kể số lượng loài trong phạm vi của nó, với số lượng ở miền bắc Australia giảm 95% vào năm 1971. Những năm 1940-1970 là giai đoạn đỉnh điểm của nạn săn bắn không kiểm soát và có thể gây thiệt hại không thể khắc phục cho quần thể của cá sấu nước mặn. Loài này hiện đang có sự bảo vệ pháp lý đầy đủ ở tất cả các bang và vùng lãnh thổ của Úc nơi nó được tìm thấy - Tây Úc (từ năm 1970), Lãnh thổ Bắc Úc (từ năm 1971) và Queensland (từ năm 1974). Nhờ chính sách bảo tồn nghiêm ngặt tại Úc, quần thể cá sấu đã tăng đáng kể trở lại, và thậm chí đông đúc hơn người ở một số khu vực, nơi mà chúng có thể sinh sống ở bất cứ nơi nào có nước như ao hồ, sông suối, thậm chí là những vùng nước nông. Tuy nhiên, nạn săn bắn bất hợp pháp vẫn còn tồn tại ở một số nơi, với chính sách bảo vệ ở một số quốc gia không hiệu quả một cách đáng kể, và việc buôn bán trái phép thường khó theo dõi và kiểm soát trên phạm vi rộng lớn như vậy. Tuy nhiên, trong khi nhiều quần thể khu vực chưa hồi phục; một số khảo sát cho thấy mặc dù những con cá sấu trẻ còn tồn tại, ít hơn 10% mẫu vật được phát hiện ở những cá thể có kích thước trưởng thành và không bao gồm những con đực đặc biệt lớn ở Sri Lanka hay Cộng hòa Palau. Đây là dấu hiệu của cả sự đàn áp và khai thác của con người tiếp tục phát triển tiềm tàng và quần thể sinh sản không hồi phục. Trong một quần thể cân bằng hơn, chẳng hạn như những cá thể từ vườn quốc gia Bhitarkanika hoặc Sabah, Malaysia, 28% và 24,2% mẫu vật quan sát thấy có phạm vi kích thước lớn hơn 3 m (9 ft 10 in).
Mất môi trường sống tiếp tục là một vấn đề lớn đối với cá sấu. Ở Bắc Úc, phần lớn sinh cảnh làm tổ của cá sấu nước mặn bị chà đạp bởi trâu nước hoang dã, mặc dù các chương trình diệt trừ trâu đã giảm đáng kể vấn đề này. Ngay cả khi các khu vực sinh sống phù hợp vẫn còn lớn, sự thay đổi môi trường sống có thể là một vấn đề, như ở quần đảo Andaman, nơi các khu vực nước ngọt, được sử dụng để làm tổ, đang ngày càng bị chuyển đổi sang vùng canh tác nông nghiệp của con người. Sau khi giá trị thương mại của da cá sấu bị suy yếu, có lẽ thách thức lớn nhất trước mắt để thực hiện các nỗ lực bảo tồn là sự nguy hiểm không thường xuyên mà loài này có thể gây ra cho con người, và dẫn kết quả tiêu cực do cá sấu gây ra.

## Văn hóa

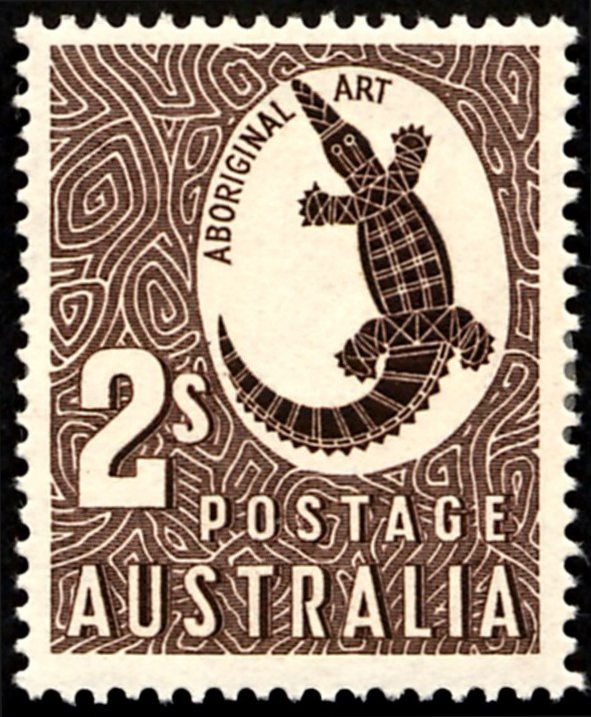
Con tem bưu chính năm 1948 mô tả một tác phẩm nghệ thuật của thổ dân về cá sấu nước mặn

Cá sấu nước mặn được coi là thánh trên đảo Timor. Theo truyền thuyết, hòn đảo được hình thành bởi một con cá sấu khổng lồ. Người Papua có một huyền thoại tương tự và rất liên quan và theo truyền thống, cá sấu được mô tả là họ hàng (thường là cha hoặc ông).
Theo Wondjina, một nghệ thuật thần thoại của thổ dân châu Úc bản địa, cá sấu nước mặn đã bị trục xuất khỏi vùng nước ngọt vì chúng trở nên đầy rẫy những linh hồn xấu và phát triển quá lớn, không giống như loài cá sấu nước ngọt vốn được tôn sùng một phần nào. Nghệ thuật trên đá của thổ dân khắc họa cá sấu nước mặn là rất hiếm, mặc dù các ví dụ có niên đại lên đến 3.000 năm được tìm thấy trong các hang động ở vườn quốc gia Kakadu và Arnhem Land, gần như khớp với sự phân bố của loài này. Tuy nhiên, nó được mô tả trong nghệ thuật thổ dân đương đại. Người Larrakia coi mình là hậu duệ của cá sấu, và coi nó như vật tổ của họ. Họ tôn sùng cá sấu như những người bảo vệ bến cảng và không ăn thịt cá sấu.
Loài này được xuất hiện trên một số tem bưu chính, bao gồm tem 12 xu của Bang Bắc Borneo năm 1894; một con tem 2 si linh của Úc năm 1948 mô tả một tác phẩm nghệ thuật trên đá của thổ dân về loài này; một con tem Cộng hòa Indonesia năm 1966; con tem 20 xu Palau năm 1994; con tem 22 xu Úc năm 1997; và một con tem bưu chính 1 ringgit của Malaysia năm 2005.
Cá sấu nước mặn đã xuất hiện trong các bộ phim lẻ và truyền hình đương đại của Úc bao gồm loạt phim "Cá sấu Dundee", "Cá sấu ăn thịt người" và phim truyền hình "Thợ săn cá sấu" do nhà bảo tồn cá sấu nổi tiếng Steve Irwin thủ vai chính. Hiện có một số công viên nước mặn theo chủ đề cá sấu ở Úc.

## Hình ảnh

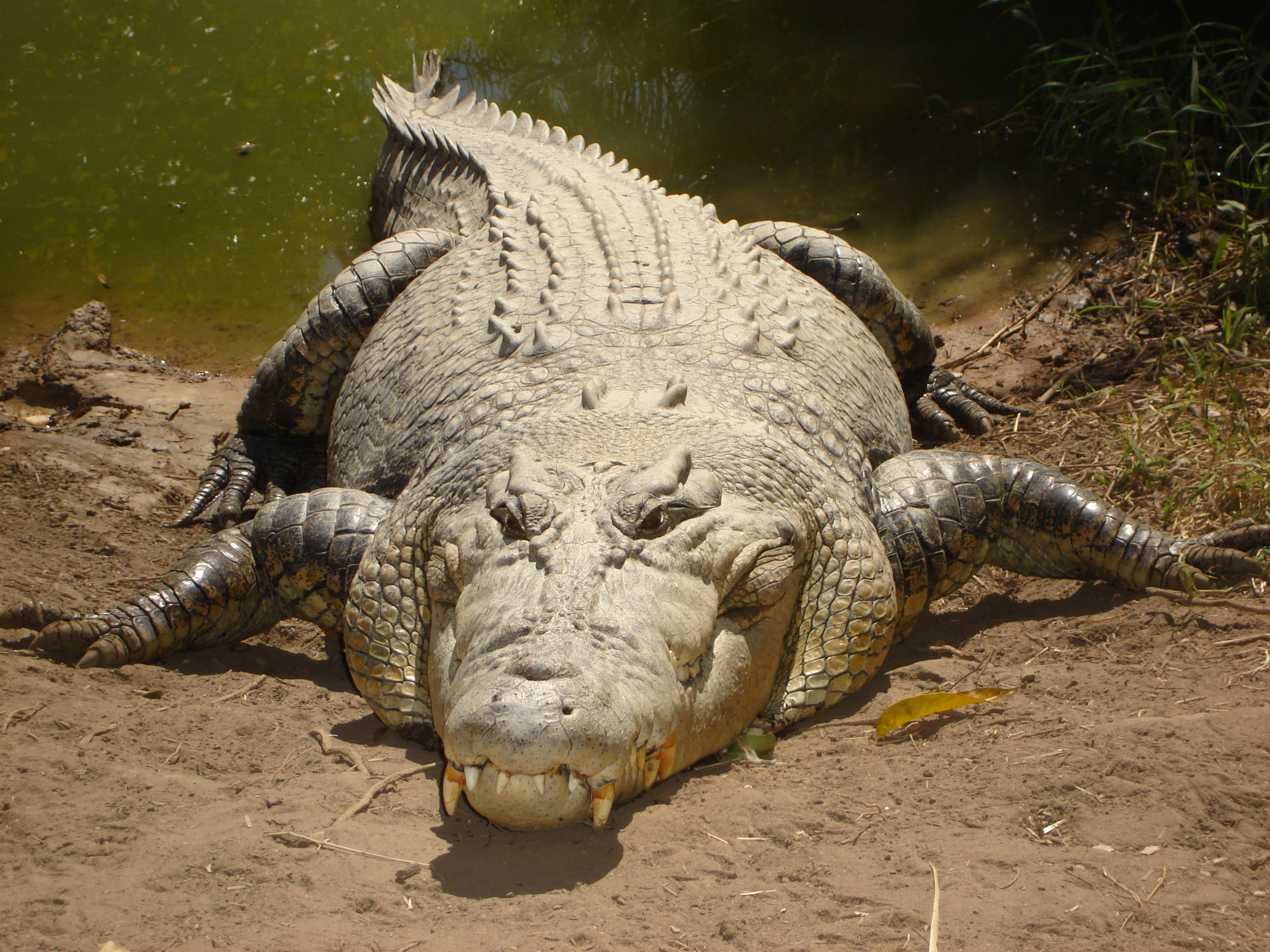
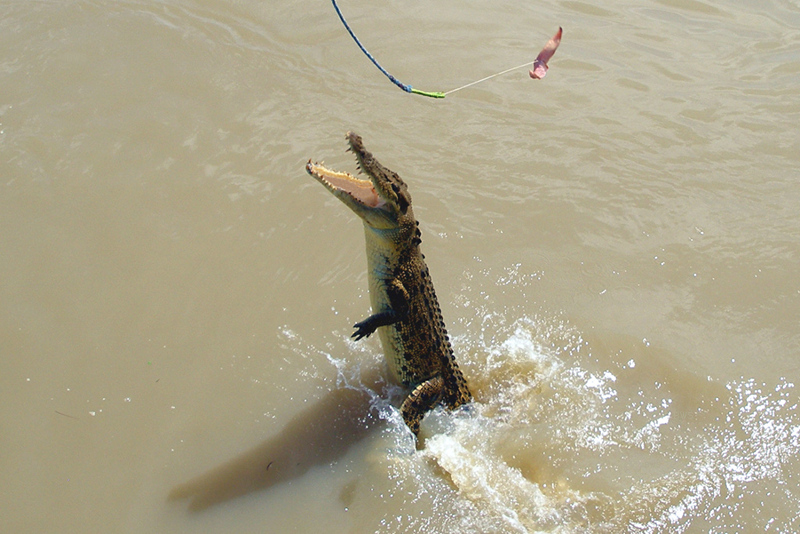
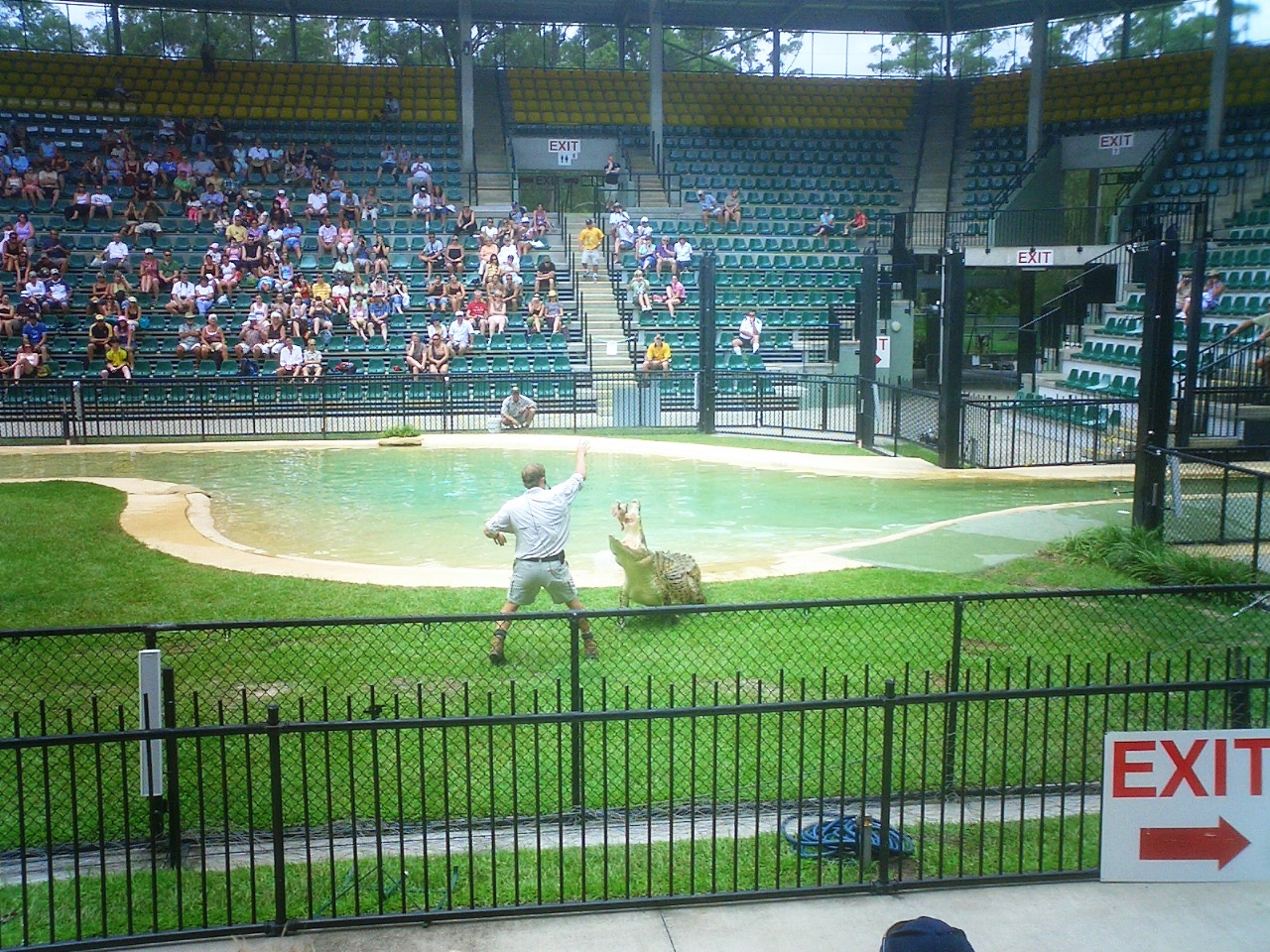
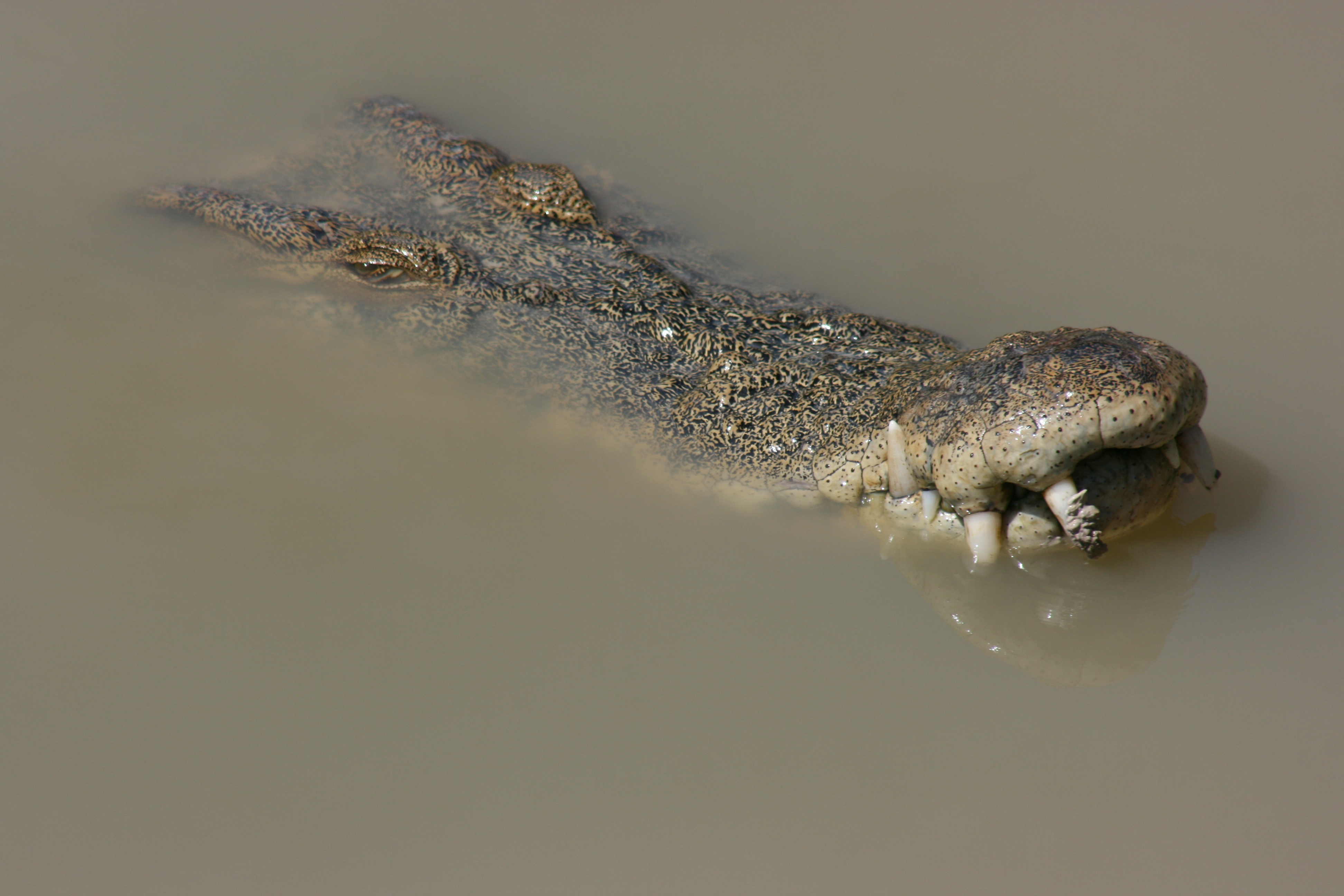
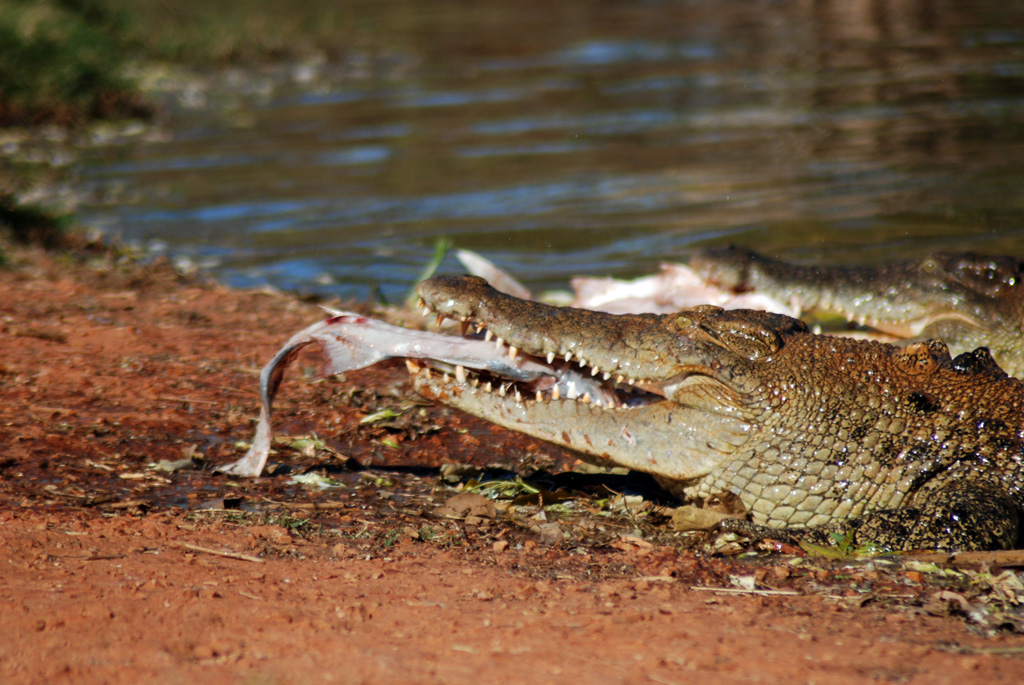